# ديناه إكرل
ديناه إكرل (بالألمانية: Dinah Eckerle) مواليد 16 أكتوبر 1995 في ليونبرغ، هي لاعبة كرة يد ألمانية تلعب كحارس مرمى. مثلت منتخب ألمانيا لكرة اليد للسيدات.

## سجل المنافسة
شاركت في البطولات التالية:
- بطولة أوروبا لكرة اليد للسيدات 2016

## الإنجازات
- الدوري الألماني لكرة اليد للسيدات:
  - الفوز: 2012، 2013، 2014، 2015، 2016

## روابط خارجية
- ديناه إكرل على موقع الاتحاد الأوروبي لكرة اليد (الإنجليزية)